# Dombås
Dombås es una localidad de la provincia de Oppland en la región de Østlandet, Noruega. A 1 de enero de 2017 tenía una población estimada de 1240 habitantes.
Se encuentra ubicada en el interior del sur del país, en la zona de los Alpes escandinavos.  